# 桓仁満族自治県
桓仁満族自治県（かんじん-まんぞく-じちけん、満洲語: ᡥᡡᠸᠠᠨ
ᡰᡝᠨ
ᠮᠠᠨᠵᡠ
ᡳᡵᡤᡝᡨᡝᠨ ᡳ
ᠪᡝᠶᡝ
ᡩᠠᠰᠠᡵᠠ
ᡤᡡᠰᠠ、転写：hūwan žen manju irgeten i beye dasara gūsa）は中華人民共和国遼寧省本渓市に位置する自治県。

## 地理
桓仁県は遼寧省の東北辺縁に位置し、西北を新賓満族自治県（撫順市）、西は本渓満族自治県、南は丹東市寛甸満族自治県、東北は通化県及び集安市に接している。
主要な民族は漢族、満洲族、朝鮮族、回族などである。自治県人民政府所在地は八卦城街道。

## 歴史
桓仁県はかつて高句麗の首都が置かれ「桓都」と称した。紇升骨城（卒本城、現在の五女山城）は朱蒙が高句麗を建国した場所である。唐代に高句麗が滅亡すると、桓仁は渤海領となり桓州と称されていた。
清代になると康熙帝以降封禁地となったが、1877年（光緒3年）に懐仁県が設置された。中華民国が成立すると1914年（民国3年）に桓仁県と改称、更に1989年に桓仁満族自治県と改編された。

## 行政区画
1街道弁事処、8鎮、3郷、1民族郷を管轄する。
- 街道弁事所：八卦城街道
- 鎮：桓仁鎮、普楽堡鎮、沙尖子鎮、二棚甸子鎮、五里甸子鎮、八里甸子鎮、華来鎮、古城鎮
- 郷：向陽郷、黒溝郷、北甸子郷
- 民族郷：雅河朝鮮族郷

## 交通

### 鉄道
- 中国国家鉄路集団
  - 通灌線

（灌水方面）- 花博山駅 - 大雅河駅 - 五女山駅 - 桓竜湖駅 - 古城子駅 -（通化方面）
  - 田桓線

（田師傅方面）- 八里甸子駅 - 花博山駅

### 道路
- 高速道路
  - 鶴大高速道路
  - 永桓高速道路
- 国道
  - G201国道

## 観光
五女山城は、吉林省集安市の他史跡と共に世界遺産・高句麗前期の都城と古墳に登録されている。